# 蘭氏側唇䲁
蘭氏側唇䲁，為輻鰭魚綱鳚形目䲁科側唇䲁屬的一種，分布於東大西洋塞內加爾北部至剛果河河口海域，深度0至8公尺，本魚體延長，稍側扁，頭鈍短，頭頂無冠膜，鼻孔及眼上有觸鬚且分支，體棕色，頭部下部和喉部較透明，在第1和第3個背棘之間的膜上有一個黑斑，側面有深色垂直條紋，背鰭硬棘12枚、背鰭軟條14-17枚、臀鰭硬棘2枚、臀鰭軟條16-19枚，體長可達8.3公分，棲息在紅樹林、河口區水域，雌魚產附著性卵，雄魚有護卵行為，幼魚為浮游性，生活習性不明。